# Ejido la Ceiba
Ejido la Ceiba är en ort i Mexiko.   Den ligger i kommunen Tancanhuitz och delstaten San Luis Potosí, i den centrala delen av landet, 250 km norr om huvudstaden Mexico City. Ejido la Ceiba ligger 59 meter över havet och antalet invånare är 127.
Terrängen runt Ejido la Ceiba är kuperad åt sydväst, men åt nordost är den platt. Runt Ejido la Ceiba är det ganska tätbefolkat, med 120 invånare per kvadratkilometer. Närmaste större samhälle är Tampate, 6,4 km sydväst om Ejido la Ceiba. Omgivningarna runt Ejido la Ceiba är en mosaik av jordbruksmark och naturlig växtlighet.